# Пак Хэ Джин
Пак Хэ Чжин (кор. 박해진, англ. Park Hae-jin; род. 1 мая 1983, Пусан, Южная Корея) — южнокорейский актёр. Свою популярность обрел, благодаря участию в съёмках таких дорам, как: «Человек со звезды» (2013), «Доктор чужестранец» (2014), «Плохие Парни» (2014), «Сыр в Мышеловке» (2016).

## Карьера
Свою актёрскую карьеру Пак Хэ Чжин начал со съёмки дорамы «Знаменитая принцесса Чил» канала KBS. Позже он участвовал в съёмках дорам: «Как земля и небо», «Хан Хе Чжу», «К востоку от края». Все дорамы получили высокие рейтинги зрительской аудитории.
В 2009 Пак присоединился к шоу «Семейный отдых».
Свою актёрскую карьеру он развивал и за рубежом. Его первые китайские дорамы «Qian Duo Duo Marry Remember» и «Другой вид великолепной любви» были очень успешны среди зрителей и фанатов из Китая.
Позже он снова вернулся на экраны корейского телевидения в дораме «Соён, дочь моя». Дорама заняла первые места во всех чартах, с процентом просмотра зрительской аудитории в 47,1 %.
Такой же успех обрела дорама «Мужчина со звезды», в которой Хэ Чжин играл второстепенную роль. Позже Пак снялся в медицинской дораме «Доктор-чужестранец», в которой играл талантливого доктора, соперника главного героя. Благодаря его игре, зрители и фанаты за рубежом прозвали его Звездой Халлю. Снявшись в «Плохих парнях» (2014), Пак получил признание критиков за идеально сыгранную роль психопата. Он был удостоен премии Korea Drama Awards в 2015 году. В 2015 г. он снялся в драме «Снежное море», где сыграл мужа больной лейкемией.
В 2016 году его известность возросла ещё больше, благодаря дораме «Сыр в мышеловке», которая была основана на манге с таким же названием. Пак сыграл популярного в университете парня Ю Чона, который пытается скрыть свою странность от окружающих. Эта дорама, как и предыдущие, добилась высоких просмотров, а также получила похвалу со стороны критиков. Он также получил награду Best Actor at the 2016 Korean Cable TV Awards. Также в 2016 г. он снялся в веб-дораме «Семь первых поцелуев» в роли директора магазина для компании Lotte Duty Free.
В 2017 г. Хэ Чжин начал сниматься в дораме «Man to man» («Мужчина к мужчине» «Лицом к лицу»). Он сыграл роль таинственного агента и телохранителя поп-звезды. Также он получил роль в полнометражной версии дорамы «Сыр в мышеловке», премьера фильма состоялась в 2018 году.

## Личная жизнь
Родители Хэ Чжина были в разводе, из-за долгой разлуки он смог увидеть свою мать только в 17 лет.
Пак известен как коллекционер обуви. Однажды на передаче он признался, что имеет 1800 пар обуви.
Пак — амбидекстр. Он использует левую руку, когда ест палочками, а пишет правой рукой.

## Фильмография
| Год  |    | Русское название                     | Оригинальное название                          | Роль                                  |
| ---- | -- | ------------------------------------ | ---------------------------------------------- | ------------------------------------- |
| 2006 | с  | Знаменитые принцессы                 | Famous Chil Princesses                         | Ё Ха Нам                              |
| 2007 | с  | Землею и Небесами                    | Heaven & Earth                                 | Чон Му Ён                             |
| 2008 | с  | К востоку от рая                     | East of Eden                                   | Шин Мен Хун                           |
| 2009 | с  | Горячая кровь                        | Hot Blood                                      | Ха Рю                                 |
| 2010 | ф  | Ритм Палочками                       | The Rhythm of Chopsticks                       | камео                                 |
| 2011 | с  | Цянь До До выходит замуж             | Qian Duo Duo Marry Remember (钱多多嫁人记)     | Сю Фей                                |
| 2012 | с  | Суперзвезда и нищий                  | Another Kind of Splendid Life (另一种灿烂生活) | Лю Да Мин                             |
| 2012 | с  | Моя дочь Со Ён                       | Seoyoung, My Daughter                          | Ли Сан У                              |
| 2013 | с  | Относительная любовь                 | Love's Relativity (恋爱相对论)                 | Ли Ан                                 |
| 2013 | с  | Человек со звезды                    | My Love from the Star                          | Ли Хе Кён                             |
| 2014 | с  | Доктор чужестранец                   | Doctor Stranger                                | Хан Дже Джун / Ли Сон Хун             |
| 2014 | с  | Плохие парни                         | Bad Guys                                       | Ли Джун Мун                           |
| 2015 | ф  | Снежное море                         | Snow is on the Sea                             | Ли Сан У                              |
| 2016 | с  | Сыр в мышеловке                      | Cheese in the Trap                             | Ю Чон                                 |
| 2016 | с  | Такая далекая любовь                 | Far Away Love (遠得要命的愛情)                 | Шэнь Ань                              |
| 2016 | вс | 7 первых поцелуев                    | First Seven Kisses                             | Пак Хэ Джин                           |
| 2017 | с  | Лицом к лицу                         | Man to Man                                     | Ким Соль У                            |
| 2018 | ф  | Сыр в мышеловке                      | Cheese in the Trap                             | Ю Чон                                 |
| 2018 | с  | Четыре сына                          | Four Men                                       |                                       |
| 2020 | с  | Лес                                  | 포레스트                                       | Кан Сан Хёк                           |
| 2020 | с  | Стажёр старой школы                  | 꼰대인턴                                       | Га Ёль Чан                            |
| 2021 | вс | Генезис                              | 복제인간                                       | Кан Иль Хун / Чен / Донг Джин / Майкл |
| 2022 | с  | Шоу начинается!                      | 지금부터, 쇼타임!                              | Га Ёль Чан                            |
| 2023 | с  | Голосование по поводу смертной казни | 국민사형투표                                   | Ким Му Чан                            |

### Развлекательные шоу
| Год  | Название            | Канал |
| ---- | ------------------- | ----- |
| 2009 | «Выходные с Семьей» | SBS   |
| 2012 | «Счастливы Вместе»  | KBS   |
| 2016 | «Не Саммит»         | jTBC  |

### Появление в видеоклипах
| Год  | Артист  | Название                           |
| ---- | ------- | ---------------------------------- |
| 2007 | The Way | «Love… It’s Painful» (사랑 아프다) |
| 2016 | Fiestar | «#Like»                            |

## Награды и номинации
| Год  | Награда                | Категория                                             | Номинированная работа    | Результат |
| ---- | ---------------------- | ----------------------------------------------------- | ------------------------ | --------- |
| 2006 | KBS Drama Awards       | Лучший новый актёр                                    | Популярная Принцесса Чил | Победа    |
| 2006 | KBS Drama Awards       | Лучшая Пара (с Ли Тэ Ран)                             | Популярная Принцесса Чил | Победа    |
| 2007 | Baeksang Arts Awards   | Лучший новый актёр (ТВ)                               | Популярная Принцесса Чил | Победа    |
| 2007 | KBS Drama Awards       | Премия «Превосходство» (Актёр в ежедневной дораме)    | Как Земля и Небо         | Победа    |
| 2007 | KBS Drama Awards       | Лучшая пара (с Хан Хе Чжу)                            | Как Земля и Небо         | Победа    |
| 2008 | MBC Drama Awards       | Лучший новый актёр                                    | К востоку от рая         | Победа    |
| 2009 | Asia Model Awards      | Популярная звезда                                     | —                        | Победа    |
| 2009 | KBS Drama Awards       | Премия «Превосходство» (Актёр в дораме средней длины) | Горячая Кровь            | Номинация |
| 2012 | KBS Drama Awards       | Лучший актёр второго плана                            | Соен, Дочь Моя           | Номинация |
| 2012 | Asia Model Awards      | Специальная премия Азии                               | —                        | Победа    |
| 2014 | Style Icon Awards      | Топ 10 Стильных Икон                                  | —                        | Победа    |
| 2014 | Korea Drama Awards     | Премия «Превосходство» (Актёр)                        | Мужчина со Звезды        | Номинация |
| 2014 | APAN Star Awards       | Премия «Превосходство» (Актёр в мини-сериале)         | Мужчина со Звезды        | Номинация |
| 2014 | SBS Drama Awards       | Премия «Превосходство» (Актёр в специальной дораме)   | Мужчина со Звезды        | Номинация |
| 2015 | Korea Drama Awards     | Премия Высшего качества (Актёр)                       | Плохие Парни             | Номинация |
| 2015 | Korea Drama Awards     | Награда KDA                                           | Плохие Парни             | Победа    |
| 2016 | Asia Model Awards      | Звезда Азии                                           | —                        | Победа    |
| 2016 | Korean Cable TV Awards | Лучший актёр                                          | Сыр в Мышеловке          | Победа    |
| 2016 | Paeksang Arts Awards   | Самый популярный актёр (Телевидение)                  | Сыр в Мышеловке          | Номинация |
| 2016 | APAN Star Awards       | Лучший актёр мини-сериала                             | Сыр в Мышеловке          | Номинация |
| 2016 | Korea Drama Awards     | Премия «Превосходство» (Актёр)                        | Сыр в Мышеловке          | Номинация |
| 2016 | Asia Artist Awards     | Премия лучшему артисту (Актёр)                        | Сыр в Мышеловке          | Победа    |

## Благотворительность
Пак Хэ Чжин участвовал в огромном количестве благотворительных мероприятий. Он делал это от всего сердца, поэтому люди прозвали его «Ангелом Пожертвования».
В 2014 году В Китае Хэ Чжин и ещё 10 актёров, которые больше остальных занимаются благотворительностью, получили «Civic Public Welfare Award». Пак также являлся промо-послом для благотворительного мероприятия «Mu Qin Shui Jia» в Китае. В 2014 году Хэ Чжин пожертвовал 100 миллионов вон для людей, пострадавших от наводнения в Пусане. 17 октября 2014 года Пак пожертвовал деньги на постройку 'Park Hae Jin Theater' в Shenyang Lotte World, Китай.
Агентство Хэ Чжина Mountain Movement сообщило, что с 2011 года Пак пожертвовал 1,7 миллиарда вон, что примерно составляет 1,5 миллиона долларов. Он также принимал участие в общественных работах, чтобы помочь детям обеспечить лечение от рака, а также на образование. Только в Корее Пак сделал неисчислимые пожертвования, которые оцениваются в 1,1 млрд вон ($ 978000) в различные благотворительные организации и ассоциации, включая «Sewol Ferry Disaster Groups» и «Children’s Rehabilitation Hospital». В Шанхае, Китай Пак поддерживал детский центр благосостояния, интересуясь информационно-пропагандистской деятельностью.
В сентябре 2016 Пак пожертвовал 50 миллионов вон (61 600 долларов) для «Korean Red Cross», чтобы оказать помощь в восстановительных работах поврежденных земель Кёнджу от землетрясения, которое расценивалось на 5,8 баллов.